# فرنسيسكو غونزاليس دي لا فيغا
فرنسيسكو غونزاليس دي لا فيغا هو دبلوماسي ومحامي وأستاذ جامعي وسياسي مكسيكي، ولد في 3 ديسمبر 1901 في دورانجو في المكسيك، وتوفي في 3 مارس 1976 في مدينة مكسيكو في المكسيك. نشط حزبياً في الحزب الثوري المؤسساتي. وقد انتخب عضو مجلس الشيوخ المكسيكي ‏.